# Cone hindu

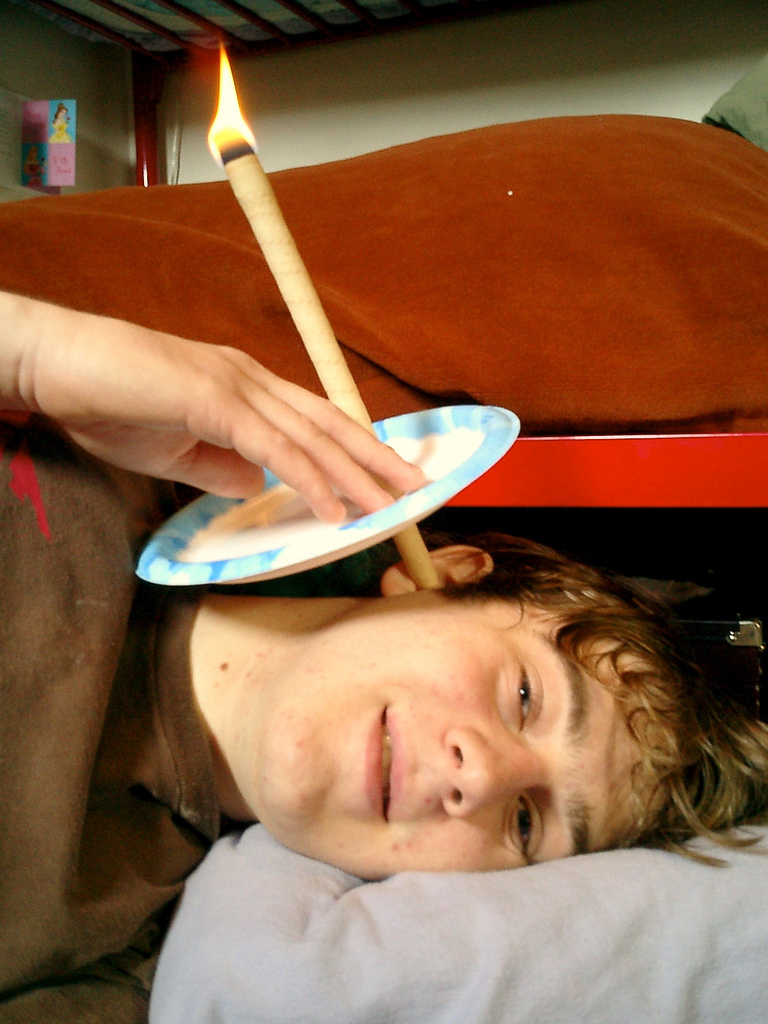
Aplicação do cone hindu

Cone hindu, cone chinês ou canudo de hopi é um tipo de tratamento de origem indiana da medicina ayurvédica que consiste na introdução de um canudo cônico no ouvido e na outra extremidade é colocado fogo que suga o oxigênio e produz vácuo sugativo capaz de remover muco do interior do ouvido. O cone pode ser produzido de diversos materiais como: própolis, parafina, algodão ou cera de abelha. É utilizado no tratamento de doenças respiratórias. Algumas publicações apontam ineficácia da técnica.